# Sabine Richter
Sabine Richter-Buß, nemška atletinja, * 18. julij 1966, Frankfurt ob Majni, Vzhodna Nemčija.
Nastopila je na poletnih olimpijskih igrah leta 1988, ko je osvojila četrto mesto v štafeti 4x100 m in se uvrstila v četrtfinale teka na 100 m. Na svetovnih prvenstvih je osvojila bronasto medaljo v štafeti 4×100 m leta 1991.